# 生活協同組合道央市民生協
生活協同組合道央市民生協（せいかつきょうどうくみあい どうおうしみんせいきょう）は、かつて北海道の道央地方を中心に展開していた日本の生活協同組合。

## 概要
1962年11月、王子製紙の組合闘争の結果、元第1組合の組合員有志により苫小牧地区労働者生活協同組合として誕生。当時、国策パルプ（現・日本製紙）の生協では「定価1000円の万年筆が700円で買える」ということが話題になり、王子労組組合員に「自分たちで 仕入れ」「自分たちで値をつけ」「より安く」という声が広がり、1本の万年筆がキッカケとなって生協が誕生したというエピソードがある。
1964年、北海道生協連に、翌1965年に日本生協連に加入した。1966年から家庭班、職場班の方針を打出し、班組織化に着手する。
1967年、より多くの組合員を獲得するため苫小牧市民生活協同組合と名称を変更。当時では道内最大の150坪の店舗、弥生店を開店。この初の大型店の実現は、生協が労働者の生協から市民の生協として根をはっていく先がけとなった。
1970年代に入ると、大型店の出店攻勢や急速な拡大により、一挙に経営危機に陥り経営難が続き、70年代後半には月商10億円に対し2千万円を超える営業赤字を出すことになった。
その後、組合員の自主的なグルーブ活動や灯油の共同購入などにも取り組み、1976年には店舗網を苫小牧から千歳、恵庭まで広げ、生活協同組合道央市民生協に改称。1977年、1947年創立の浦河生協と統合合併した。
こうして大きくなってきた道央市民生協だが、苫小牧市の大型店化が進み、生協店舗も木場町店のように閉店に追い込まれたところもあり、新店舗計画、増改築を含むSSM(スーパー・スーパーマーケット)建設構想を打ち出していた。15周年を迎えた1977(昭和52) 年前後から,同じく地域に根ざして事業活動を行なっている者同士である地元商工関係者との協同によって、苫小牧駅前のダイエー、長崎屋、ヨーカドーの存在に象徴される苫小牧固有の困難を乗り越えていく方向を見出そうとし始めていた。そして、それを具体化する場となっていったのが「ステイ」が建つことになる新生台地区だったのである。
岩倉組が団地造成の中で新生台ファミリープラザを建設することになり、岩倉組と地元の4商店会との間で話し合いが進められた。キーテナントの議論がされている状況の中で、1985年ごろ、生協は岩倉組にキーテナントとしての出店計画を提案。話し合いが進められ、1987年12月に生協がキーテナントとなり、地元事業者との共同出店とすることが決まった。双葉店、美園店を廃止し、生協と地元業者が同一建物に共存する全国でも珍しいケースとして、1988年10月1日にオープンし、開店日には苫小牧市はもとより近郊から4万人が来店した。
道央市民生協は1989年にもステイ方式によるLコープパセオ店構想を打ち出した。売り場面積は2,753平方メートルで、鮮魚、書店、衣料品など地域小売業者がテナントとして12店入居して、1990年9月22日にオープンした。市内西部地区での大型ショッピングセンターの開設に、オープンを前に1,000人を超える長蛇の列が周囲を取り囲む人気であった。その後、Lコープ式の大型店舗の新設はなかったが、桜木店の改装、東糸井店の移転新築、さらにはステイの改装などが行われた。
しかしながら、長年にわたるマンネリ化が放漫経営をよび、1997年に累積赤字が53億円に達することが判明し、理事長ら3人は経営責任をとって退陣した。このため、道生協連専務だった重原祐治を新理事長に、コープさっぽろから2人の常任理事を迎えて経営再建に当たった。
2002年3月にコープさっぽろと事業提携し、2006年3月に営業権をコープさっぽろに移管した。
以降、所有不動産の賃貸、売却を進め、負債を圧縮したが、多額の負債を整理するには至らず、2009年7月31日札幌地裁より破産手続開始決定を受けた。負債総額は82億4000万円。　

## 沿革
- 1962年11月 - 苫小牧地区労働者生活協同組合設立[1][2]。
- 1964年 - 北海道生協連加入。
- 1965年 - 日本生協連加入。
- 1967年 - 苫小牧市民生活協同組合に名称変更。
- 1976年 - 生活協同組合道央市民生協に改称。
- 1977年 - 浦河生協と合併。
- 1988年10月1日 - ステイ開店。
- 1990年9月22日 - パセオ川沿開店。
- 2002年3月 - コープさっぽろと事業提携。
- 2006年3月 - 営業権をコープさっぽろに移管[1]。
- 2009年7月31日札幌地裁より破産手続開始決定を受ける。

## 店舗

### コープさっぽろに継承された店舗
出典はコープさっぽろウェブサイト。

#### 苫小牧地区
- ステイ
- 栄町店
- パセオむかわ店
- 沼ノ端店
2008年9月21日閉店[8]。
16年ぶりの沼ノ端エリアへの出店となる、コープさっぽろぬまのはた店が2024年11月14日、オープン[9][10]。
- 弥生店
2011年6月20日閉店[11]。
- 東糸井店
2007年2月25日閉店。
- 錦岡店
1973年9月開店[12]。2007年10月21日閉店[13]。
2009年、近隣で志賀綜合食料品店が営業していたFOOD!100ときわ店跡に、コープさっぽろときわ店が開店したが、[14]2024年10月6日閉店[15][16]。
- 桜木店
1984年9月開店[12]。2024年10月13日閉店[17][18]
- パセオ川沿店
1990年9月開店[12]
- パセオしらおい店

#### 千歳地区
- 高台店
2011年8月31日閉店。サツドラ千歳高台店（旧サッポロドラッグストアー）が居抜き出店。
- パセオすみよし店
- 向陽台店

#### 日高地区
- 静内店
- パセオ堺町店
- えりも店
- 東町店
- 様似店

### かつて存在した店舗

#### 苫小牧地区
- 山手店(初代) - 北海道苫小牧市花園町4丁目10-6[19]
- 山手店 -  北海道苫小牧市花園町3丁目16-19
- 本町店 - 北海道苫小牧市本町2丁目6-1
1961年7月開店[12]。
- 中野店 - 北海道苫小牧市新中野町2丁目17-6
1973年9月開店[12]。
- 糸井団地店 - 苫小牧市しらかば町2丁目15-34
1973年7月開店[12]
- 東糸井店(初代) - 日吉町4丁目1-13[20]
1973年7月開店[12]
- 糸井西店
- 木場町店
- 双葉店 - 苫小牧市双葉町2丁目42-1
1991年5月豊月双葉店が出店。フードD1、フードD双葉食彩館と名称を変えた[21]。2017年3月老朽化の為建て替え、2017年10月5日フードD365双葉店としてオープン[22]。
- 美園店 - 北海道苫小牧市美園町2丁目11-8[19]
- 市役所売店 - 苫小牧市旭町4丁目5[19]
- 錦西店[12] - 苫小牧市字錦岡573-1
1990年12月開店。

- 白老店[12] - 白老町栄町1-19
1985年2月開店。

#### 千歳・恵庭地区
- 恵庭店 - 恵庭市有明町126[19]
- 恵庭南店 - 恵庭市住吉町224[19]
- 末広店 - 千歳市末広新町1-50[19]
- 新富店 - 新富町2-746[19]
- 朝日店 - 朝日町5丁目30[19]
- 千代田店 - 千歳市千代田町3丁目[19]

#### 日高地区
- 堺町店 - 浦河町堺町2-3[19]